# Parnásio (retor)
Parnásio ou Parnássio (em latim: Parnas(s)ius) foi um retor romano de meados do século IV. Era professor de retórica de Atenas e um dos substitutos de Juliano de Cesareia.